# Philip (Dakota del Sud)
Philip è un centro abitato (city) degli Stati Uniti d'America, situato nella contea di Haakon nello Stato del Dakota del Sud, della quale è capoluogo. La popolazione era di 779 persone al censimento del 2010.

## Storia
Philip fu progettata nel 1907 quando la Chicago and North Western Railway fu estesa fino a quel punto. È stata incorporata nel 1908. Nel 1914, Philip venne designato come il capoluogo della nuova contea di Haakon. La città prende il nome da James "Scotty" Philip; la mascotte del liceo locale, uno Scottish terrier, noto come "Scottie", fu chiamato così in suo onore.

## Geografia fisica
Philip è situata a 44°02′24″N 101°39′58″W (44.039949, −101.666208).
Secondo lo United States Census Bureau, ha un'area totale di 0,60 miglia quadrate (1,55 km²).

## Società

### Evoluzione demografica
Secondo il censimento del 2010, c'erano 779 persone.

### Etnie e minoranze straniere
Secondo il censimento del 2010, la composizione etnica della città era formata dal 94,4% di bianchi, lo 0,3% di afroamericani, il 2,2% di nativi americani, lo 0,8% di asiatici, e il 2,4% di due o più etnie. Ispanici o latinos di qualunque razza erano l'1,2% della popolazione.